# DFB-Pokal 1993/94
DFB-Pokalsieger 1994 war Werder Bremen. Im Endspiel im Olympiastadion Berlin siegte Werder Bremen am 14. Mai 1994 3:1 gegen den Zweitliga-Absteiger Rot-Weiss Essen. Es war Bremens dritter Titelgewinn. Titelverteidiger Bayer 04 Leverkusen war im Viertelfinale nach Elfmeterschießen gegen Dynamo Dresden ausgeschieden.
Im Europapokal der Pokalsieger schied Werder bei seiner letzten Teilnahme bereits in der 2. Runde gegen den niederländischen Pokalsieger Feyenoord Rotterdam aus.

## 1. Hauptrunde
Freilos für 11 Erstligisten, 13 Zweitligisten und 28 Amateurvereine.
| Datum                    |                       | Ergebnis  |                          |
| ------------------------ | --------------------- | --------- | ------------------------ |
| Mo 02.08.1993, 20:15 Uhr | Werder Bremen (A)     | 1:5       | FC Bayern München        |
| Di 03.08.1993, 18:00 Uhr | SV Sandhausen         | 1:4       | Karlsruher SC            |
| Di 03.08.1993, 18:00 Uhr | SpVgg Plattling       | 4:3       | 1. FSV Mainz 05          |
| Di 03.08.1993, 18:30 Uhr | SpVgg Erkenschwick    | 0:2       | Borussia Mönchengladbach |
| Di 03.08.1993, 18:30 Uhr | FC Kilia Kiel         | 0:8       | SC Freiburg              |
| Di 03.08.1993, 18:30 Uhr | SV Ludweiler-Warndt   | 1:4       | Borussia Dortmund        |
| Di 03.08.1993, 20:00 Uhr | FC Bayern München (A) | 2:1 n. V. | FC 08 Homburg            |
| Mi 04.08.1993, 18:00 Uhr | 1. FC Pforzheim       | 0:4       | 1. FC Kaiserslautern     |
| Mi 04.08.1993, 18:30 Uhr | FC Remscheid          | 2:3       | Hertha BSC               |
| Mi 04.08.1993, 18:30 Uhr | SV Böblingen          | 0:5       | MSV Duisburg             |
| Mi 04.08.1993, 18:30 Uhr | FSV Salmrohr          | 1:3       | 1. FC Saarbrücken        |
| Mi 04.08.1993, 20:00 Uhr | VfL Osnabrück         | 0:4       | Hannover 96              |

## 2. Hauptrunde
| Datum                    |                             | Ergebnis              |                          |
| ------------------------ | --------------------------- | --------------------- | ------------------------ |
| Mo 23.08.1993, 17:45 Uhr | TSV Havelse                 | 0:3                   | Karlsruher SC            |
| Mo 23.08.1993, 20:15 Uhr | FC Schalke 04               | 1:0 n. V.             | VfL Bochum               |
| Di 24.08.1993, 17:45 Uhr | SpVgg Plattling             | 0:3                   | Borussia Mönchengladbach |
| Di 24.08.1993, 17:45 Uhr | Sportfreunde Ricklingen     | 0:1                   | MSV Duisburg             |
| Di 24.08.1993, 17:45 Uhr | TSF Ditzingen               | 0:2                   | Hansa Rostock            |
| Di 24.08.1993, 17:45 Uhr | 1. FC Magdeburg             | 3:3 n. V. (5:4 i. E.) | Wuppertaler SV           |
| Di 24.08.1993, 17:45 Uhr | FC Oberneuland              | 1:8                   | Chemnitzer FC            |
| Di 24.08.1993, 17:45 Uhr | ASV Neumarkt                | 0:4                   | Tennis Borussia Berlin   |
| Di 24.08.1993, 19:00 Uhr | FC Augsburg                 | 2:0                   | Rot-Weiß Lüdenscheid     |
| Di 24.08.1993, 19:30 Uhr | SC Freiburg                 | 4:1                   | SC Fortuna Köln          |
| Di 24.08.1993, 19:30 Uhr | 1. FC Köln                  | 4:1                   | SV Waldhof Mannheim      |
| Di 24.08.1993, 19:30 Uhr | SV Darmstadt 98             | 1:2 n. V.             | FC Bayern München (A)    |
| Di 24.08.1993, 20:00 Uhr | Hertha BSC                  | 3:5 n. V.             | Hamburger SV             |
| Di 24.08.1993, 20:00 Uhr | Borussia Dortmund           | 0:1                   | FC Carl Zeiss Jena       |
| Di 24.08.1993, 20:00 Uhr | Bayer 05 Uerdingen          | 1:0                   | VfB Leipzig              |
| Di 24.08.1993, 20:00 Uhr | Alemannia Aachen            | 0:3                   | 1. FC Saarbrücken        |
| Mi 25.08.1993, 17:00 Uhr | Eisenhüttenstädter FC Stahl | 0:2                   | SpVgg Unterhaching       |
| Mi 25.08.1993, 17:45 Uhr | SV Mettlach                 | 0:2                   | SG Wattenscheid 09       |
| Mi 25.08.1993, 17:45 Uhr | FC Sachsen Leipzig          | 2:2 n. V. (3:4 i. E.) | FC St. Pauli             |
| Mi 25.08.1993, 17:45 Uhr | VfB Gaggenau                | 1:3 n. V.             | Hannover 96              |
| Mi 25.08.1993, 17:45 Uhr | SpVg Marl                   | 3:2                   | Borussia Fulda           |
| Mi 25.08.1993, 17:45 Uhr | Greifswalder SC             | 0:2                   | TSG Pfeddersheim         |
| Mi 25.08.1993, 17:45 Uhr | Eintracht Haiger            | 3:1                   | Raspo Elmshorn           |
| Mi 25.08.1993, 18:30 Uhr | 1. FC Bocholt               | 2:3                   | Rot-Weiss Essen          |
| Mi 25.08.1993, 19:30 Uhr | Kickers Offenbach           | 4:2 n. V.             | SV Meppen                |
| Mi 25.08.1993, 20:00 Uhr | Werder Bremen               | 2:1 n. V.             | Stuttgarter Kickers      |
| Mi 25.08.1993, 20:00 Uhr | Bayer 04 Leverkusen         | 3:0                   | 1. FC Nürnberg           |
| Mi 25.08.1993, 20:00 Uhr | Dynamo Dresden              | 0:0 n. V. (4:2 i. E.) | VfL Wolfsburg            |
| Mi 25.08.1993, 20:00 Uhr | Fortuna Düsseldorf          | 0:2                   | Eintracht Frankfurt      |
| Mi 25.08.1993, 20:00 Uhr | FC Carl Zeiss Jena (A)      | 0:2                   | FC Bayern München        |
| Mi 25.08.1993, 20:00 Uhr | Eintracht Braunschweig      | 4:3                   | VfB Oldenburg            |
| Mi 25.08.1993, 20:15 Uhr | VfB Stuttgart               | 2:6 n. V.             | 1. FC Kaiserslautern     |

## 3. Hauptrunde
| Datum                    |                          | Ergebnis              |                        |
| ------------------------ | ------------------------ | --------------------- | ---------------------- |
| Fr 10.09.1993, 19:00 Uhr | SpVgg Unterhaching       | 1:2                   | Hansa Rostock          |
| Fr 10.09.1993, 19:30 Uhr | Rot-Weiss Essen          | 3:2 n. V.             | FC St. Pauli           |
| Fr 10.09.1993, 20:00 Uhr | 1. FC Magdeburg          | 1:5                   | Bayer 04 Leverkusen    |
| Fr 10.09.1993, 20:00 Uhr | Eintracht Braunschweig   | 0:1                   | Tennis Borussia Berlin |
| Sa 11.09.1993, 14:30 Uhr | Eintracht Haiger         | 1:3 n. V.             | 1. FC Kaiserslautern   |
| Sa 11.09.1993, 15:00 Uhr | FC Augsburg              | 3:0                   | SpVg Marl              |
| Sa 11.09.1993, 15:30 Uhr | SC Freiburg              | 5:3 n. V.             | Eintracht Frankfurt    |
| Sa 11.09.1993, 15:30 Uhr | 1. FC Saarbrücken        | 2:4                   | Hamburger SV           |
| Sa 11.09.1993, 15:30 Uhr | Hannover 96              | 2:3                   | Dynamo Dresden         |
| Sa 11.09.1993, 15:30 Uhr | FC Bayern München (A)    | 0:0 n. V. (5:4 i. E.) | 1. FC Köln             |
| Sa 11.09.1993, 15:30 Uhr | Bayer 05 Uerdingen       | 2:3                   | FC Carl Zeiss Jena     |
| So 12.09.1993, 15:00 Uhr | Kickers Offenbach        | 1:1 n. V. (3:5 i. E.) | Werder Bremen          |
| So 12.09.1993, 15:00 Uhr | Chemnitzer FC            | 1:2 n. V.             | SG Wattenscheid 09     |
| So 12.09.1993, 15:00 Uhr | TSG Pfeddersheim         | 1:3 n. V.             | MSV Duisburg           |
| So 12.09.1993, 20:15 Uhr | FC Schalke 04            | 2:3 n. V.             | FC Bayern München      |
| Di 26.10.1993, 20:00 Uhr | Borussia Mönchengladbach | 11:0 2                | Karlsruher SC          |

## Achtelfinale
| Datum                    |                          | Ergebnis              |                        |
| ------------------------ | ------------------------ | --------------------- | ---------------------- |
| Di 26.10.1993, 19:30 Uhr | SC Freiburg              | 3:0                   | Hansa Rostock          |
| Di 26.10.1993, 19:30 Uhr | FC Augsburg              | 0:0 n. V. (3:4 i. E.) | Bayer 04 Leverkusen    |
| Mi 27.10.1993, 19:00 Uhr | FC Carl Zeiss Jena       | 1:0                   | SG Wattenscheid 09     |
| Mi 27.10.1993, 20:00 Uhr | Werder Bremen            | 4:2                   | Hamburger SV           |
| Mi 27.10.1993, 20:00 Uhr | Rot-Weiss Essen          | 4:2                   | MSV Duisburg           |
| Mi 27.10.1993, 20:00 Uhr | FC Bayern München (A)    | 3:3 n. V. (3:4 i. E.) | Tennis Borussia Berlin |
| Di 09.11.1993, 17:45 Uhr | Borussia Mönchengladbach | 2:3                   | 1. FC Kaiserslautern   |
| Di 09.11.1993, 20:00 Uhr | Dynamo Dresden           | 2:1                   | FC Bayern München      |

## Viertelfinale
| Datum                    |                    | Ergebnis              |                        |
| ------------------------ | ------------------ | --------------------- | ---------------------- |
| Di 30.11.1993, 17:30 Uhr | FC Carl Zeiss Jena | 0:0 n. V. (5:6 i. E.) | Rot-Weiss Essen        |
| Mi 01.12.1993, 19:30 Uhr | SC Freiburg        | 0:1                   | Tennis Borussia Berlin |
| Mi 01.12.1993, 20:15 Uhr | Dynamo Dresden     | 1:1 n. V. (5:4 i. E.) | Bayer 04 Leverkusen    |
| Mi 09.12.1993, 20:15 Uhr | Werder Bremen      | 2:2 n. V. (4:3 i. E.) | 1. FC Kaiserslautern   |

## Halbfinale
| Datum                    |                 | Ergebnis |                        |
| ------------------------ | --------------- | -------- | ---------------------- |
| Di 08.03.1994, 20:15 Uhr | Rot-Weiss Essen | 2:0      | Tennis Borussia Berlin |
| Mi 09.03.1994, 20:15 Uhr | Dynamo Dresden  | 0:2      | Werder Bremen          |

## Finale
| Paarung         | Werder Bremen – Rot-Weiss Essen |
| Ergebnis        | 3:1 (2:0) |
| Datum           | 14. Mai 1994 um 18:15 Uhr |
| Stadion         | Olympiastadion, Berlin |
| Zuschauer       | 76.391 |
| Schiedsrichter  | Manfred Amerell (München) |
| Tore            | 1:0 Beiersdorfer (17.) 2:0 Herzog (38.) 2:1 Bangoura (50.) 3:1 Rufer (88., HE) |
| Werder Bremen   | Oliver Reck – Rune Bratseth, Dietmar Beiersdorfer, Thomas Wolter, Mario Basler (75. Andree Wiedener), Miroslav Votava, Andreas Herzog (84. Uli Borowka), Dieter Eilts, Marco Bode, Bernd Hobsch, Wynton Rufer Cheftrainer: Otto Rehhagel            |
| Rot-Weiss Essen | Frank Kurth – Harald Kügler, Mathias Jack, Ingo Pickenäcker (39. Roman Geschlecht), Jürgen Margref, Jörg Lipinski, Daouda Bangoura, Adrian Spyrka, Kristian Zedi, Robert Reichert (49. Oliver Grein), Christian Dondera Cheftrainer: Wolfgang Frank |